# Ringle
Ringle, na música, é uma ideia criada pela Sony BMG Music Entertainment que resulta na combinação de ringtones com singles. A Sony BMG Music Entertainment e Universal Music Group foram as primeiras editoras discográficas a lançarem ringles. São lançados nas lojas em formato CD com uma capa ilustrativa, incluindo uma canção de sucesso, faixas bónus do mesmo artista e um código para permitir que os compradores on-line possam fazer a descarga de um ringtone da canção principal. A Sony BMG Music Entertainment lançou cerca de 50 títulos durante Outubro e Novembro de 2007, e a Universal Music Group lançou 10 a 20 títulos. A Recording Industry Association of America aprovou, e há um logo de toda a indústria para ajudar à sua marca.